# Сліпа октава

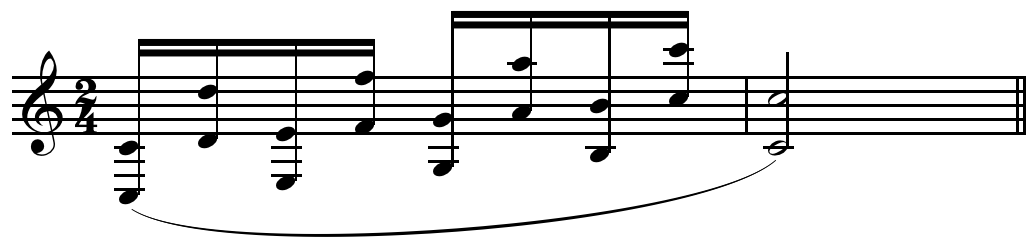
Пасаж сліпою октавою в гамі до мажор. Play (help·info)

У музиці сліпа октава — це почергове подвоєння вгору чи вниз у нотах висхідної октави чи трелі: «пасаж грається… почергово на октаву вище й на октаву нижче». Даний прийом не представлений у творах «старших композиторів» (імовірно тих, що передують Лісту).

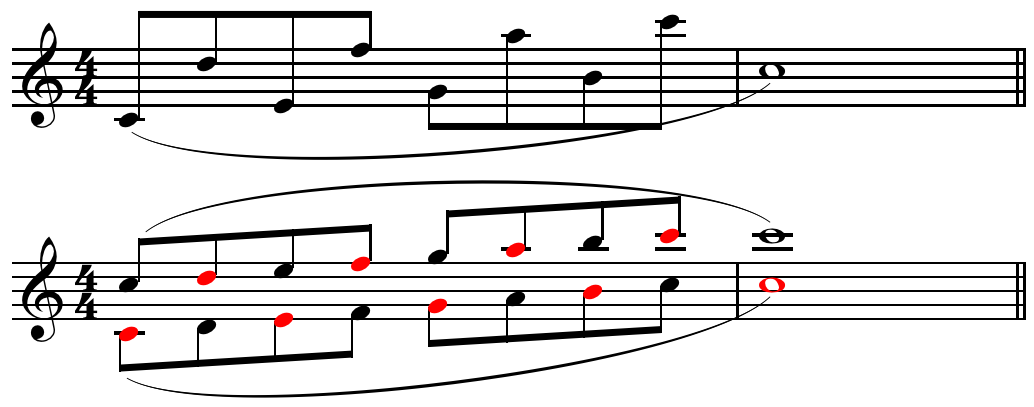
Пасаж сліпою октавою в гамі до мажор, що супроводжується звичайним двооктавним пасажем (ноти сліпої октави виділені червоним).

Альтернативно сліпа октава може з'являтися «у швидкому октавному пасажі, коли одна нота з кожної наступної октави пропускається». Мета використання прийому — імітація дублювання октав під час гри соло.